# アダム・フロジェク
アダム・フロジェク（Adam Hložek, 2002年7月25日 - ）は、チェコ・南モラヴィア州イヴァンチツェ出身のサッカー選手。ブンデスリーガ・TSG1899ホッフェンハイム所属。チェコ代表。ポジションはFW。

## 経歴

### クラブ
12歳の時からACスパルタ・プラハユースに所属する。2018年11月10日、MFK OKDカルヴィナー戦で16歳と3ヵ月16日でプロデビューを果たした。
2022年6月2日、バイエル・レバークーゼンと5年契約を締結したことが発表された。
2024年8月17日、TSG1899ホッフェンハイムに移籍した。

### 代表
チェコ代表として各年代で招集されており、2020年9月4日、スロバキア代表戦でA代表デビューを果たした。

## タイトル

### クラブ
スパルタ・プラハ
- ポハール・チェスケー・ポシュスティ: 2019-20

バイエル・レバークーゼン
- ブンデスリーガ: 2023-24

### 個人
- チェコ・タレント・オブ・ザ・イヤー: 2019[8]